# Mara Bizzotto

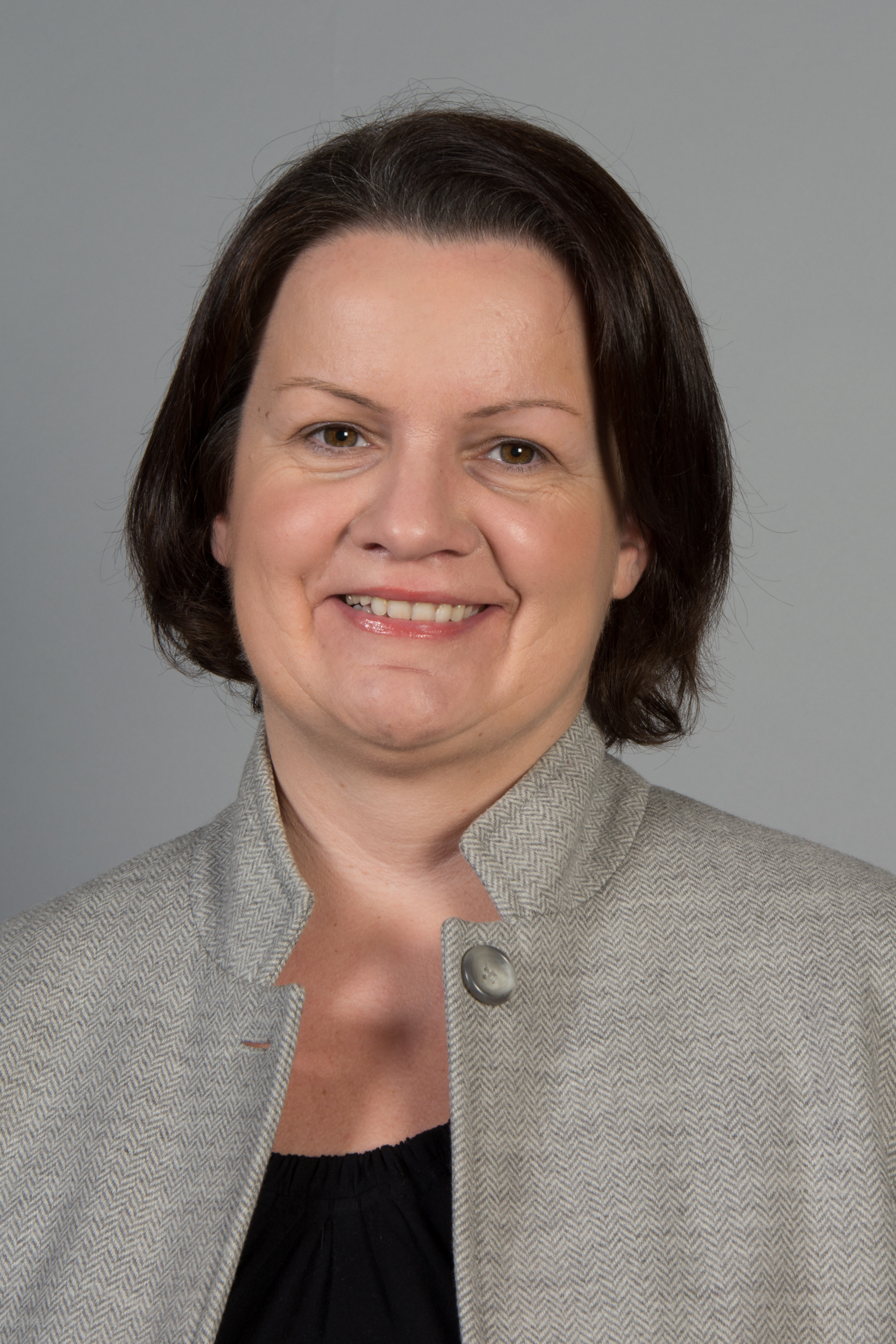
Mara Bizzotto (2014)

Mara Bizzotto (* 3. Juni 1972 in Bassano del Grappa) ist eine italienische Politikerin (Lega). Bizzotto war von 2009 bis 2022 Mitglied des Europäischen Parlaments, sie verteidigte ihr Mandat bei den Europawahlen 2014 und 2019. Von 2009 bis 2014 war Bizzotto Mitglied der EFD-Fraktion, von 2014 bis 2015 fraktionslose Abgeordnete, von 2015 bis 2019 Mitglied der ENF-Fraktion und von 2019 bis 2022 Mitglied der ID-Fraktion. Seit 2022 ist Mitglied des Senats.

## Leben

### Ausbildung
In den 1980er Jahren half sie bei der Führung der Familienkneipe und gründete eine lokale Unterstützerorganisation für den Fußballverein A.C. Mailand. Ausgebildet als kaufmännische Technikerin, besuchte sie auch Kurse im Bereich Rechnungswesen.
Sie begann ihre politischen Aktivitäten in jungen Jahren: 1993 wurde sie zur Stadträtin von Rosà (Vi) und zur ersten Gemeinderätin der Provinz Vicenza gewählt; mit 21 Jahren war sie die jüngste Gemeinderätin in der Region Venetien. Anschließend war sie Fraktionsvorsitzende der Lega Nord in der Stadt Rosà (1997–2004) und in der Stadt Tezze sul Brenta (Vi) (2004–2009).
Im Jahr 2000, als sie 28 Jahre alt war, wurde sie zum ersten Mal in das Regionalparlament von Venetien gewählt: In der Region machte sie sich, nach eigenen Angaben, als Befürworterin des so genannten „Gesetzes zur Sperrung von Lagerhallen“ (Legge blocca capannoni) einen Namen, das die unkontrollierte Flächenversiegelung stoppte und dem Bau neuer Industriehallen unterband. 2005 wurde sie wiedergewählt. 2009 schied sie aus dem Regionalrat aus.

### Erste Wahl ins Europaparlament 2009
2009 nominierte die Lega Nord Bizzotto für den vierten Listenplatz im Europawahlkreis Nordostitalien. Die LN gewann dort 19,02 Prozent (plus 10,6 Prozent) und damit drei der 15 Mandate. Der auf Listenplatz 1 kandidierende LN-Vorsitzende Umberto Bossi nahm sein Mandat nicht an, sodass Bizzotto nachrückte und direkt ins Europaparlament einzog. Sie erhielt 33.942 Vorzugsstimmen bei der Wahl. Bizzotto trat gemeinsam mit ihren LN-Parteikolleginnen und -kollegen der neugegründeten, EU-skeptischen, nationalkonservativen und rechtspopulistischen Fraktion „Europa der Freiheit und der Demokratie“ (EFD) bei, zu der unter anderem auch die britische UKIP Party gehörte. Für die Fraktion war Bizzotto Mitglied im Ausschuss für Beschäftigung und soziale Angelegenheiten, sowie stellvertretendes Mitglied im Ausschuss für bürgerliche Freiheiten, Justiz und Inneres (2009–12), im Petitionsausschuss (2009–14) und im Ausschuss für Verkehr und Fremdenverkehr (2012–2014). Des Weiteren war sie Leiterin der Delegation für die Beziehungen zu Australien und Neuseeland.
Bizzotto selbst schreibt, dass sie sich in den ersten vier Jahren ihrer Tätigkeit als Europaabgeordnete vor allem auf zwei inhaltliche Schwerpunkte fokussiert habe: Die Abschaffung der „Rai-Gebühr“, für die sie zahlreiche Unterschriften sammelte und bei der Europäischen Kommission dafür war eine Untersuchung einzuleiten. Ihr zweiter thematischer Schwerpunkt lag auf dem Schutz italienischer Wein und dem damit verbundenen Verbot von „DIY-Weinen“.
Sie selbst bezeichnet sich als „die beste italienische Europaabgeordnete“ in den Jahren 2011, 2012 und 2013, womit die Anzahl an Anfragen an die Europäische Kommission gemeint ist. Für die die Legislaturperiode 2009–2014 war sie auf Platz 5 aller 766 Europaabgeordneten. Andere EU-Parlamentarier warfen ihr ein Missbrauch des Fragerechts vor.

### Europawahl 2014
Für die Europawahl 2014 nominierte die Lega Nord Bizzotto für den dritten Listenplatz im Europawahlkreis Nordostitalien. Die Lega verlor an Stimmen (minus 9,2 Prozent) und errang mit 9,9 Prozent zwei der 15 Mandate. Der erstplatzierte Matteo Salvini trat auch in den Europawahlkreisen Nordwest- und Zentralitalien als Erstplatzierter an, nahm jedoch nur das Mandat in Nordwestitalien an. Dadurch rückte Bizzotto nach und konnte damit ihr Mandat verteidigen; sie errang insgesamt 45.288 Vorzugsstimmen. Die in der vorherigen Legislatur existierende Fraktion „Europa der Freiheit und der Demokratie“ (EFD) kam nicht erneut zu Stande, sodass die fünf Lega-Abgeordneten zunächst fraktionslos blieben. Erst ein Jahr nach Konstituierung des Parlaments traten sie der neugegründeten Fraktion „Europa der Nationen und der Freiheit“ (ENF) bei, zu der auch Abgeordneten des französischen Front National, der niederländischen PVV und der österreichischen FPÖ gehörten.
In der achten Legislaturperiode war Bizzotto Mitglied im Ausschuss für Beschäftigung und soziale Angelegenheiten. Des Weiteren war sie stellvertretendes Mitglied im Ausschuss für Landwirtschaft und ländliche Entwicklung und im Petitionsausschuss.
Von Juli 2012 bis März 2015 war sie stellvertretende Nationalsekretärin der Liga Veneta-Lega Nord und von 2012 bis 2013 nationale Vorsitzende der Abteilung „Europapolitik - Europäische Parteien“ der Lega Nord.

### Europawahl 2019
Für die Europawahl 2019 nominierte die Lega Nord Bizzotto für den dritten Listenplatz im Europawahlkreis Nordostitalien. Bei der Wahl gewann die Lega italienweit deutlich an Stimmen, auch in Nordostitalien, und konnte mit 41 Prozent (plus 31 Prozent) 7 der 15 Mandate im Wahlkreis erlangen. Bizzotto gewann 94.875 Vorzugsstimmen und war nach dem Parteivorsitzenden Matteo Salvini die stimmenstärkste Kandidatin der Lega in ganz Italien, sie verteidigte damit ihr Mandat erneut. In der neunten Legislatur traten die Lega-Abgeordneten der neugegründeten, rechtsextremen ID-Fraktion bei, zu der auch unter anderem auch die Abgeordneten der deutschen AfD und des französischen Rassemblement National gehören, wobei die Lega-Abgeordneten die stärkste Delegation stellten.
Für die Fraktion war Bizzotto Mitglied im Ausschuss für Landwirtschaft und ländliche Entwicklung. Des Weiteren war sie stellvertretendes Mitglied im Ausschuss für Beschäftigung und soziale Angelegenheiten, im Ausschuss für bürgerliche Freiheiten, Justiz und Inneres und im Petitionsausschuss.
Im Oktober 2022 legte sie im Zuge ihrer Wahl in den Senat ihr Mandat im Europaparlament nieder.

### Senatswahl 2022
Bei den Parlamentswahlen in Italien 2022 wurde Bizzotto in den Senat gewählt.